# Нарні
На́рні (італ. Narni, лат. Narnia) — муніципалітет в Італії, у регіоні Умбрія, провінція Терні.
Нарні розташоване на відстані близько 70 км на північ від Рима, 70 км на південь від Перуджі, 13 км на південний захід від Терні.
Населення — 19 931 особа (2014).

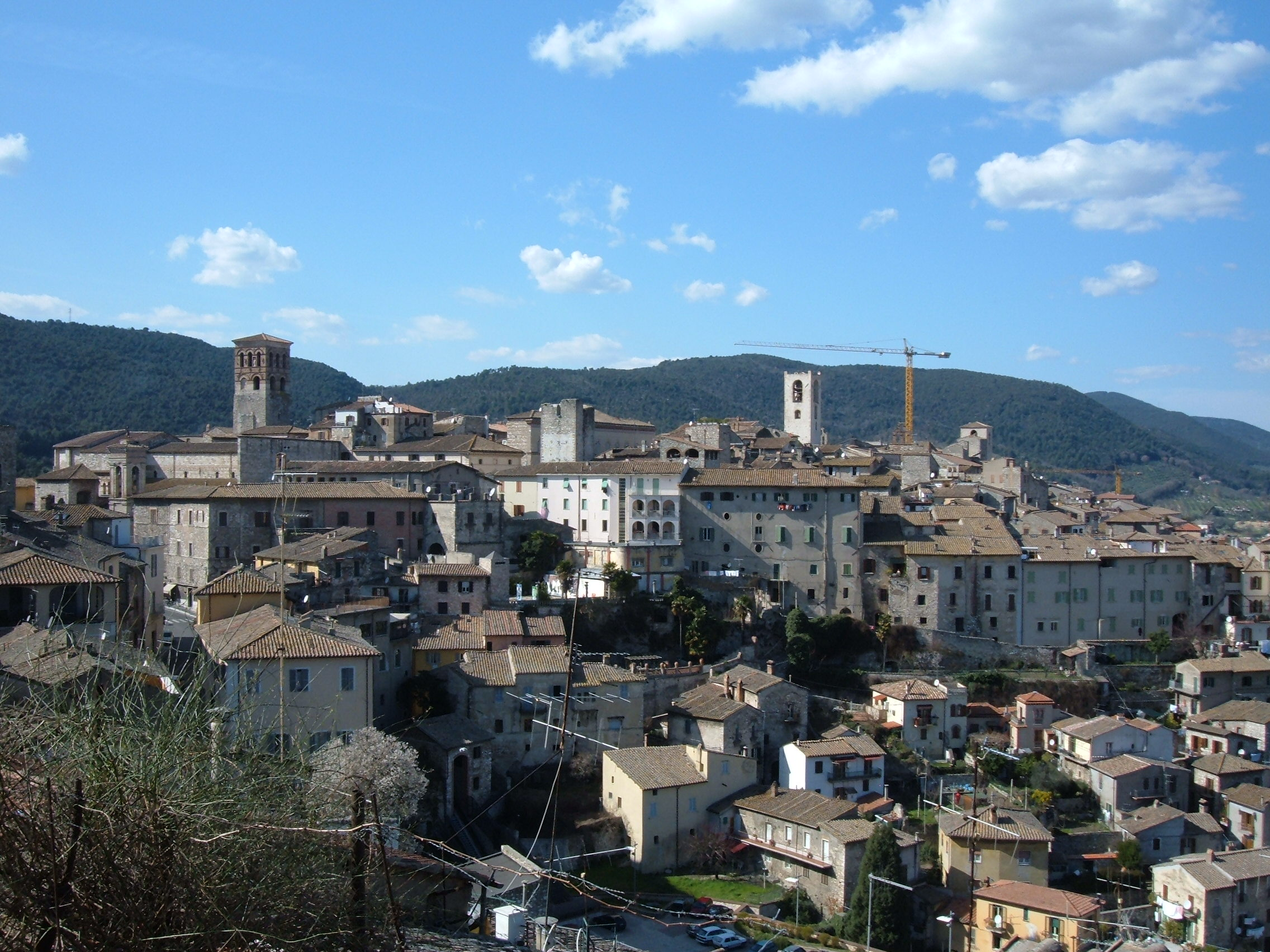

Щорічний фестиваль відбувається 3 травня. Покровитель — Святий Ювеналій (San Giovenale).

## Демографія
Населення за роками:

Станом на 1 січня 2023 року в муніципалітеті офіційно проживали 1264 іноземці з 74 країн, серед них 512 громадян країн Євросоюзу та 82 громадяни України.

## Сусідні муніципалітети
- Амелія
- Кальві-делл'Умбрія
- Монтекастриллі
- Орте
- Отриколі
- Сан-Джеміні
- Стронконе
- Терні

## Відомі особистості
В поселенні народились:
- Марк Кокцей Нерва (30—98) — римський імператор з 18 вересня 96 по 27 січня 98, засновник династії Антонінів та перший з «П'яти добрих імператорів».
- Сара Томмазі (нар. 1981) — відома італійська актриса, модель і телеведуча.
- Еразмо Нарнійський, також відомий як Гаттамелата (1370—1443) — італійський кондотьєр

## Цікаві факти
- Латинська назва міста Narnia використана англійським письменником К. С. Льюїсом у його відомій гепталогії «Хроніки Нарнії». Автор натрапив на неї в атласі Стародавнього Світу, готуючись до вступу в Оксфорд[5].